# Monte Herschel
El monte Herschel (en inglés: Mount Herschel) es un destacado pico de la Antártida, parte de las montañas del Almirantazgo, en la Tierra de Victoria. Se encuentra a 2,6 km al noreste del monte Peacock y domina el extremo del glaciar Ironside desde el sur.
El pico fue descubierto en 1841 por sir James Clark Ross, quien lo nombró en reconocimiento de sir John Herschel (1792-1871), notable astrónomo inglés y en ese momento presidente de la Royal Society. La primera ascensión fue hecha en 1967 por un equipo liderado por sir Edmund Hillary.